# Pandamonium
Pandamonium è una serie animata statunitense prodotta dalla Marvel Productions e dalla MGM Television, composta da 13 episodi e trasmessa negli Stati Uniti sull'emittente televisiva CBS dal 18 settembre all'11 dicembre 1982. In Italia è stata trasmessa dal 26 dicembre 1985 su Rete 4 all'interno del programma televisivo Ciao Ciao.
È stata la prima serie animata non legata a Tom & Jerry realizzata dalla MGM Television, nonché una delle ultime serie animate del sabato mattina ad essere dotata di risate registrate.

## Trama
Quando un alieno malvagio di nome Mondraggor tenta di rubare un antico manufatto chiamato Piramide del Potere, la piramide si frantumò in molti pezzi, che si sparsero per il mondo. Ogni settimana, Mondraggor gareggiava contro due fratelli umani, Peter e Peggy Darrow, accompagnati da tre panda parlanti di nome Chesty, Timothy e Algernon, irradiati dalla magia della Piramide. I tre possono unirsi per formare Poppapanda, un essere con poteri soprannaturali.
Mondraggor, in cielo,  ha il controllo del vento, del fuoco, del tuono e del fulmine. Sulla Terra, tuttavia, tutti i suoi poteri scompaiono, tranne la capacità di controllare le menti delle persone, portandolo a fare il lavaggio del cervello a diverse persone nel tentativo di reclamare i pezzi della piramide.

## Episodi
| nº | Titolo originale                | Titolo italiano               | Prima TV USA      |
| -- | ------------------------------- | ----------------------------- | ----------------- |
| 1  | The Beginning                   | L'adorabile uomo delle nevi   | 18 settembre 1982 |
| 2  | Algernon's Story                | Il terrore corre sul vulcano  | 25 settembre 1982 |
| 3  | Timothy's Story                 | Un'avventura tra le nuvole    | 2 ottobre 1982    |
| 4  | The Itty-Bitty City             | La città piccina-picciò       | 9 ottobre 1982    |
| 5  | Chesty's Story                  | Un domatore così, così...     | 16 ottobre 1982   |
| 6  | Amanda Panda's Story            | Amanda Panda                  | 23 ottobre 1982   |
| 7  | Ice Hassles                     | Il castello di ghiaccio       | 30 ottobre 1982   |
| 8  | Methinks the Sphinx Jinx Stinks | Methinks la sfinge            | 6 novembre 1982   |
| 9  | Prehistoric Hysterics           | Brutta storia, la preistoria  | 13 novembre 1982  |
| 10 | Once Upon a Time Machine        | Il pirata occhio nero         | 20 novembre 1982  |
| 11 | The Cybernetic City             | Il computer "raffreddato"     | 27 novembre 1982  |
| 12 | 20,000 Laughs Beneath the Sea   | Ventimila risate sotto i mari | 4 dicembre 1982   |
| 13 | The Great Space Chase           | L'avventura spaziale          | 11 dicembre 1982  |

## Personaggi e doppiatori
- Algernon, doppiato in originale da Walker Edmiston e in italiano da Leo Valeriano.
- Peggy Darrow, doppiata in originale da Katie Leigh e in italiano da Susanna Fassetta.
- Peter Darrow, doppiato in originale da Neil Ross e in italiano da Oreste Baldini.
- Amanda Panda, doppiata in originale da Julie McWhirter.
- Timothy doppiato in originale da Cliff Norton e in italiano da Enrico Luzi.
- Chesty, doppiato in originale da Jesse White e in italiano da Riccardo Garrone.
- Mondraggor, doppiato in originale da William Woodson e in italiano da Giancarlo Padoan.

## Cancellazione
La serie è stata cancellata dopo la prima stagione, prima che tutti i pezzi della Piramide del Potere fossero trovati con successo dalla squadra. Tuttavia, alla fine della serie sono riusciti a raccogliere abbastanza pezzi da poter sfruttare il loro potere nei momenti di bisogno.